# Gustavus Detlef Hinrichs
Gustavus Detlef Hinrichs (Lunden, 2 december 1836 - Saint Louis, 14 februari 1923) was een Duits-Amerikaans scheikundige die vooral bekend stond om zijn bevindingen over periodieke wetten binnen de chemische elementen.

## Biografie
Hinrichs werd geboren in 1836 in Lunden in het hertogdom Holstein (destijds Denemarken). Hij genoot onderwijs aan de polytechnische school en de Universiteit van Kopenhagen. Tijdens zijn opleiding publiceerde hij verschillende artikelen en boeken, waaronder beschrijvingen van het magnetisch veld van de aarde en zijn interactie met ether. Hinrichs studeerde af in 1860. In hetzelfde jaar emigreerde hij naar de Verenigde Staten en vestigde zich in Davenport, waar hij lesgaf. Later gaf hij les in het nabijgelegen Iowa City. In 1863 werd hij benoemd tot hoogleraar natuurfilosofie, scheikunde en moderne talen aan de Universiteit van Iowa. Hij richtte de eerste weerdienst op onder de staat van de Verenigde Staten en leidde tot 1886 de het bedrijf Iowa Weather Service. Hij identificeerde een stormverschijnsel, dat hij de naam "derecho" gaf. Hij gaf les aan de Universiteit van Iowa tot 1886, toen hij werd ontslagen door religieuze en politieke redenen. Hij werd professor aan de St. Louis University in 1889 en gaf daar les tot aan zijn pensioen in 1907.

## Periodiek systeem
Hinrichs is een van de ontdekkers van de periodieke wetten, die de basis vormen voor het periodiek systeem der elementen. Hoewel zijn bijdrage over het algemeen niet zo belangrijk wordt geacht als die van Dmitri Mendelejev of Lothar Meyer, presenteerde hij zijn ideeën al in 1855 en publiceerde in 1867 zijn boek Program der Atommechanik. Zijn periodiek systeem had de vorm van een dubbele spiraal, en de elementen werden in de structuur geplaatst volgens hun atomaire massa. Hinrichs postuleerde ook een theorie over de oorzaak van de periodiciteit binnen de chemische elementen, gebaseerd op zijn theorie over de samenstelling van elementen uit kleinere Panatome. De Trigonoides waren de niet-metalen gemaakt van regelmatige driehoeken, terwijl de metalen Tetragonoides waren gemaakt van vierkanten. Algebraïsche formules voor het mengen van vierkanten en driehoeken leverden de periodieke wetten op. Zijn "controversiële ideeën en kleurrijke persoonlijkheid" bleken de acceptatie van zijn theorieën in de weg te staan.

## Publicaties
- The Elements of Chemistry and Mineralogy. Day, Egbert & Fidlar, Davenport IA 1871
- The Principles of Chemistry and Molecular Mechanics. Day, Egbert & Fidlar, Davenport IA 1874